# Ластовский, Вацлав Устинович
Ва́цлав Усти́нович Ласто́вский (пол. Wacław Łastowski; (27 октября [8 ноября] 1883 — 23 января 1938) — белорусский общественный и политический деятель, писатель польского происхождения. Академик (с 1928 года), историк, филолог, директор Белорусского государственного музея, Премьер-министр Белорусской Народной Республики. Ластовский выступал против советской власти и польской оккупации за независимую и целостную Беларусь. Обнаружил Крест Ефросинии Полоцкой. Обвинён по делу о «Союзе за освобождение Беларуси», приговорён к высылке, расстрелян.

## Молодость
Родился в застенке Колесники (ныне Глубокский район Витебская область Республика Беларусь) в семье безземельного польского шляхтича. Учился дома, потом окончил школу в Погосте. В школе учился хорошо, выделялся фундаментальными и глубокими знаниями. После окончания школы некоторое время учился латинскому языку у своего дяди Франтишека Ластовского. С детства много читал, занимался самообразованием, пробовал получить высшее образование.
В 1896 году, пройдя пешком 70 вёрст до ближайшей железнодорожной станции, Ластовский уехал в Вильнюс. Работал в винной лавке, служащим канцелярии в Шауляй (Литва). В 1905—1906 работал библиотекарем в студенческой библиотеке в Санкт-Петербурге, где «зайцем» посещал лекции на историческом факультете Санкт-Петербургского университета.

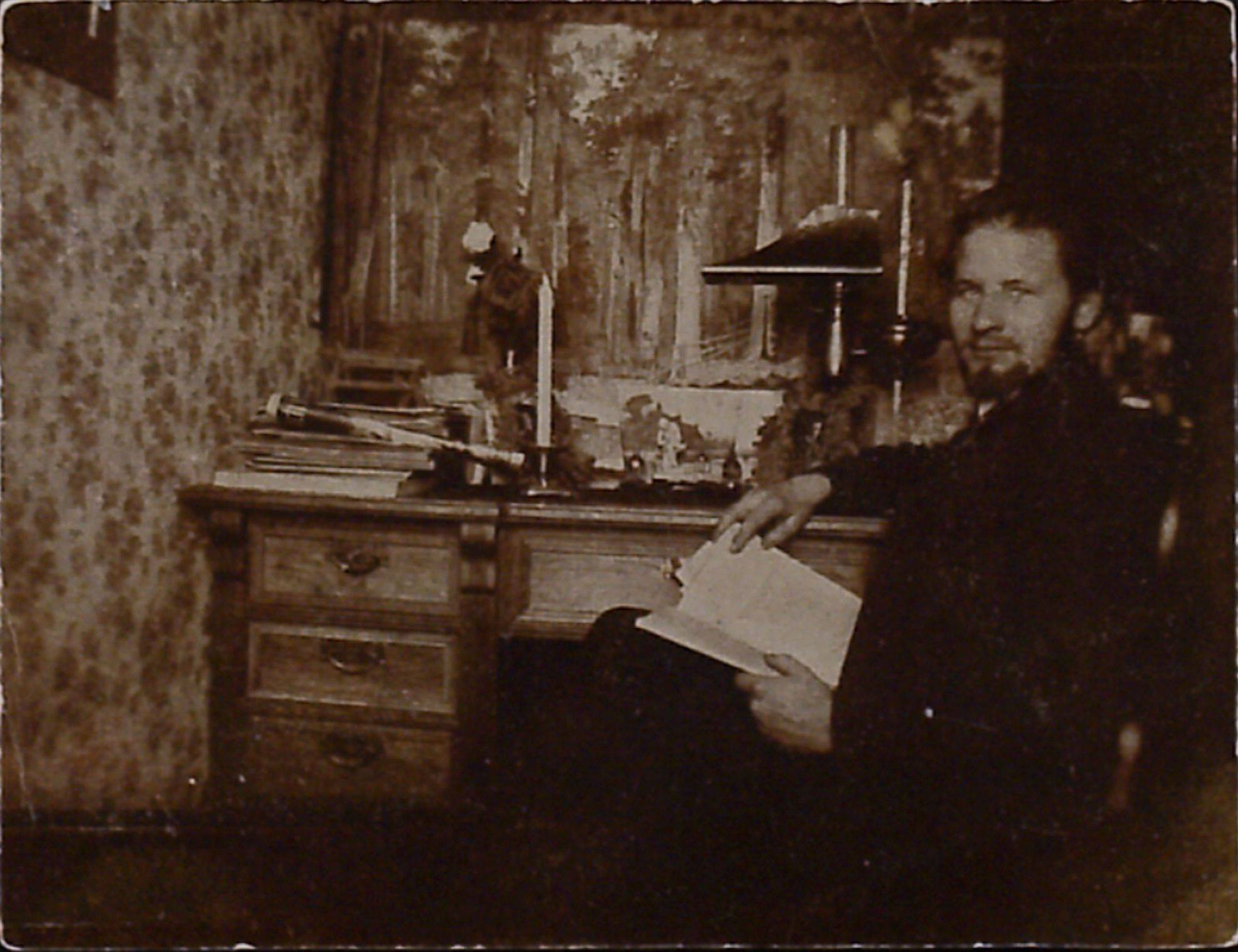
Вацлав Ластовский в редакции газеты «Наша Ніва»

В 1902 году вступил в Польскую социалистическую партию, которая действовала в Литве.
В 1906 году жил в Риге, где работал конторщиком на товарной станции. Тут пробовал экстерном сдать экзамен на аттестат о среднем образовании, но русский язык сдать не удалось, хотя остальные предметы сдал хорошо. После этого Ластовский уже не пытался получить диплом об образовании. В это время в Риге присоединился к белорусскому национальному, общественному и культурному движению.
В 1906—1908 годах был активистом Белорусской социалистической громады. В 1906 году арестован за социалистическую пропаганду и сидел несколько месяцев в тюрьме.
С 1909 — редакционный секретарь газеты «Наша Ніва» и руководитель первого белорусского книжного магазина, который находился в Вильнюсе. В «Нашай Ніве» Ластовский имел оклад 25 рублей.

## Политическая деятельность

### Белорусское национальное движение
С 1915 года занял жёсткую позицию по независимости Беларуси от Польши и России.
В январе 1915 года вместе с В. Святаполк-Мирским, Иваном Луцкевичем и Антоном Луцкевичем подписал обращение немецкой оккупационной власти об издании белорусских газет. Управлял виленской «Беларускай кнігарняй» и Белорусским издательским обществом, руководил изданием школьных учебников в частном издательстве, сам участвовал в их написании. В 1915 году входил в руководство партии «Хрысціянская злучнасць». Один из авторов «Меморандума представителей Беларуси», в котором отстаивалось право белорусского народа на национально-государственное развитие и который был представлен на международной конференции в Лозанне в 1916 году. В 1916—1917 годах — редактор газеты «Гомон», в 1918 издавал газету «Krywičanin».
В начале 1918 года создал в Вильнюсе «Союз независимости и неделимости Беларуси», которая вырабатывала главные направления создания независимой Беларуси.
В 1918—1919 годах член «Виленскай белорускай рады». В марте 1918 года отправлен от Виленской рады в состав Рады БНР. 23 марта 1918 приехал с Вильнюса в Минск и участвовал в заседании Рады БНР 25 марта 1918 года, где было объявлено о независимости Белорусской народной республики.

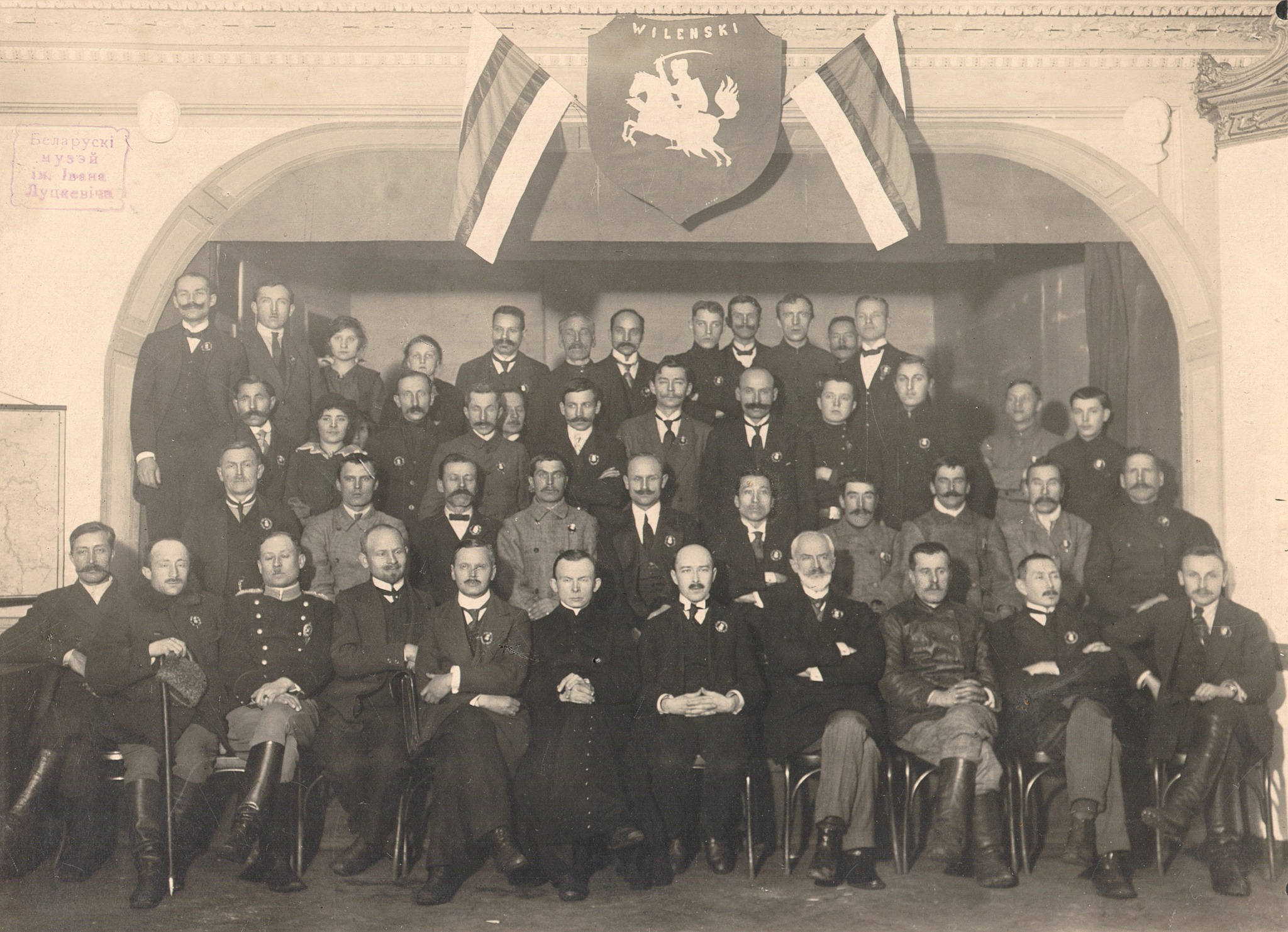
Участники Белорусской конференции 25—27 января 1918 года, Вильнюс

Вместе с другими белорусскими социалистами не подписал телеграмму Вильгельму II, в которой буржуазные представители Рады БНР благодарили императора за освобождение Беларуси. При этом не видел перспективы для независимой Беларуси в сотрудничестве с большевиками, которые разогнали Первый Всебелорусский съезд в Минске и начали репрессии в отношении руководства Съезда и деятелей белорусского национального движения.
В ноябре 1918 году вошёл в состав Литовской Тарибы, а в конце 1918 года возглавил представительство правительства БНР при Тарибе, позже был белорусским атташе при литовском посольстве в Берлине. Вацлав Ластовский негативно отнесся к созданию 1 января 1919 года ССРБ, а через два месяца и ЛитБел ССР. На территории этих республик не было ни белорусского издательства, ни белорусских школ. Особенно болезненно он воспринял то, что в скором времени после объявления Белорусской ССР одним росчерком пера большевистских лидеров в Москве Беларусь потеряла большую часть своих этнических территорий — Витебскую, Могилевскую и Смоленскую губернию.
В 1919 году вместе с Томашом Грибом, Клавдием Дуж-Душевским, Александром Цвикевичем и другими вступил в Комитет иностранных групп Белорусской партии социалистов-революционеров. В августе 1919 года поддержал программу федерации Беларуси с Польшей, но быстро разубедился в настоящих целях польского руководства и возвращается на позиции независимости и высказывается за разворачивание всенародной борьбы против поляков и подготовку национально-освободительного восстания против них.

### Премьер-министр БНР
Антон Луцкевич ориентировался на сотрудничество с польскими властями и искал формы осуществления белорусской государственности на основе федерации с Польшей. Луцкевич считал, что в союзе с Польшей белорусы могут не только создать автономию, но и сохранить земли на востоке, вплоть до Смоленска. Вацлав Ластовский, Петр Кречевский и Василий Захарко протестовали против «колонизаторской политики» Польши и в качестве союзников рассматривала прибалтийские республики. Они обвинили Луцкевича в «полонофильской политике» за постоянные встречи с Игнацием Падеревским и Юзефом Пилсудским. Луцкевич в это время был интернирован поляками и находится под фактическим арестом в варшавской гостинице. Таким образом Рада БНР раскололась на про-польскую верховную Раду БНР под руководством Лёсика и Луцкевича и про-литовскую народную Раду БНР под руководство Ластовского и Кречевского. Являлся Премьер-министром народной Рады Белорусской Народной Республики с декабря 1919 года до марта 1923 год.
Польская власть не признала Народную раду БНР и 17 декабря 1919 года Ластовский был арестован польскими властями. В феврале 1920 года освобожден с разрешением выехать в Ригу.
Участвовал в организации антипольского партизанского движения. После заявления Ластовского о праве Литвы на Виленский край Антон Луцкевич назвал Ластовского «бандитом» за антипольскую политику.
После подписания Рижского мирного договора между Советской Россией и Польшей в октябре 1920 года начал выступать и против советской власти, и в официальном послании Парижской мирной конференции просил страны Антанты оказать помощь правительству БНР. 20 октября 1920 года на белорусской конференции в Риге, возглавляемая Вацлавом Ластовским, был создан блок белорусских партий для борьбы против советской власти и польской оккупации за независимую и неделимую Беларусь. Из-за разногласий в вопросах тактики Комитета иностранных групп и ЦК БПС-Р, куда входили Полута Бодунова и Иосиф Мамонько, на съезде БПС-Р в Минске в декабре 1920 исключен из партии белорусских эсеров, которые на советской территории в то время поддерживали советскую власть. В 1920—1923 с дипломатическими миссиями посетил Бельгию, Германию, Ватикан, Италию, Чехословакию, Франция, Швейцарию и другие страны, выступал за правы белорусского народа, особенно в Западной Беларуси.
20 марта 1923 подал в отставку с должности премьер-министра БНР и отошёл от активной политической деятельности.

## Научная деятельность
С 1923 по 1927 год жил в Каунасе и возглавлял белорусское движение в Литве. За этот период он активно занимался научными исследованиями, в результате которых были изданы «Подручный российско-кривский (белорусский) словарь» в 1924 году и «История белорусской (кривской) книги» в 1926 году, подобного которому к тому времени ещё не было ни у русских, ни у украинцев, ни у литовцев.

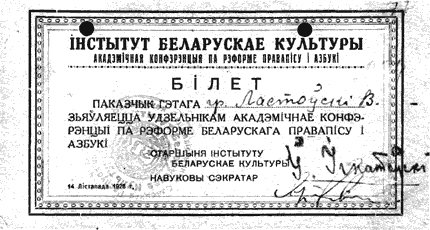
Билет участника Академической конференции по реформе белорусского правописания и азбуки 1926 год. Билет Вацлава Ластовского

В 1927 году Ластовский стал гражданином СССР и переезжает в Минск. В апреля 1927 года работал директором Белорусского государственного музея, заведующим кафедрой этнографии при Институте белорусской культуры, секретарём Белорусской академии наук. Исследовал древне-белорусскую историю, литературу и происхождение названия «Белоруссия». Он стал первым белорусским историком, писавшим о Белоруссии и для белорусов на белорусском языке. Автор исторических литературных произведений, рассказов, воспоминаний и статей об известных деятелях белорусского национального возрождения. Переводил на белорусский язык произведения классиков русской, английской, польской и датской литературы. Организовывал этнографические экспедиции в разные регионы Беларуси, во время одной из них был найден Крест Ефросинии Полоцкой.
В 1929 году В. Ластовский вместе с Николаем Щекотихиным подготовил «Праваднік па аддзеле сучаснага беларускага малярства і разьбярства» и начал свой следующий большой труд — «Матэрыяльная культура Беларусі (XVI—XX стст.)», свидетельствующие о фундаментальности подходов учёного, о его панорамном видении национальной истории и культуры, о понимании их востребованности для будущего Беларуси.
Несмотря на начальное четырёхлетнее образование, Вацлав Ластовский стал членом-корреспондентом Украинской академии обществоведения в Праге (Чехия) в 1926 году и академиком Академии наук Белоруссии в 1928 году.
Вацлав Ластовский был автором концепции происхождения белорусов от летописного племени кривичей. Основой кривичской концепции является идея, что почти все особенности, которые отличают украинцев и русских от белорусов, последние восприняли от этнической общности кривичей. Этому предположению может придаваться такое значение, что белорусы и кривичи почти отождествляются. Ластовский считал, что белорусов предпочтительно именовать кривичами, а Беларусь — Кривией.
Исходным для него был тот факт, что кривичи были наиболее многочисленной общностью среди племён на территории современной Беларуси и населяли ряд земель за её пределами. Именно на территории расселения этого пламени образовалось Полоцкое княжество, существенно повлиявшее на развитие остальных частей Беларуси. В «Патриотическом молитвеннике» Ластовский писал: «Слава Кривичанскому Народу во всех его исторических именах — Кривии, Литвы, Беларуси, — как была испокон веков, так и теперь на веки вечные».

## Репрессии и расстрел
21 июля 1930 года вместе с другими выдающимися деятелями науки и культуры Белоруссии Вацлав Ластовский был арестован Томским ГПУ по делу так называемого «Союза Освобождения Белоруссии». 6 декабря 1930 года постановлением СНК БССР лишён звания академика (восстановлено в 1990 году). 10 апреля 1931 году осуждён к высылке на 5 лет за границы БССР в Саратов, где работал заведующим отдела редкой книги и рукописей библиотеки Саратовского университета. Его книги и научные статьи были запрещены и долгое время были неизвестны на Родине. В начале 1938 года повторно арестован в Саратове и 23 января расстрелян. По второму делу был реабилитирован в 1958 году, а по первому — лишь в 1988 году.

## Оценки деятельности
Историк Анатолий Сидаревич считает его великим самоучкой, так как имея только оконченное начальное образование, написал первый сборник истории Беларуси «Краткая история Беларуси».
Кандидат филологических наук Язеп Янушкевич отмечал, что своим творчеством Ластовский доказал: лучшим университетом для человека является «глубоко прочитанная и добросовестно написанная книга». «О том, что Вацлав Ластовский был учёным энциклопедистом, свидетельствует его капитальное исследование „Гісторыя беларускай (крыўскай) кнігі“, написанное в 1926 году», — отметил Я. Янушкевич. По его словам, Ластовский смог сделать больше, чем несколько академических институтов.
Ряд учёных критикует Ластовского как фальсификатора. Так, белорусский историк Олег Лицкевич утверждает, что Ластовский сочинил ряд песен, которые выдал за аутентичные фольклорные произведения.

## Память
В 2012 году ко Дню белорусской письменности в Глубокое на Аллее знаменитых земляков был установлен бюст Вацлаву Ластовскому